# Karen Zoid
Karen Zoid, nom de scène de Karen Louise Greeff (née le 10 août 1978 à Bruxelles) est une chanteuse sud-africaine.

## Biographie
Karen Zoid est la fille d'un diplomate sud-africain, elle grandit en Belgique avant de déménager à Johannesbourg. Elle va au conservatoire national des arts et métiers avant de poursuivre des études d'art dramatique à l'AFDA (en). En 2001, elle abandonne ses études universitaires pour se concentrer sur la musique.
Le premier album de Zoid, Poles Apart, sort chez EMI en juin 2001. Afrikaners is Plesierig, une chanson présentée sur l'album, atteint un statut iconique en Afrique du Sud, entrant dans le lexique local et étant répertoriée comme l'une des 100 plus grandes chansons sud-africaines par le Sunday Times. Le succès est tel qu'on parle d'une « Zoid Generation ». EMI sort son deuxième album, Chasing the Sun, en juin 2003 et son troisième, Media, en juillet 2005. Son quatrième album, Postmodern World, sort en août 2007 après avoir quitté EMI et signé avec Just Music plus tôt cette année. En 2009, Sony sort Ultimate Zoid, une anthologie de deux disques combinant les succès de ses albums précédents avec trois nouveaux morceaux et un enregistrement en concert. Terms and Conditions paraît encore chez Sony en 2010. Zoid Afrika sort en 2012, par la propre société de production de Zoid, Karen Zoid Productions.
Elle écrit également de la musique pour la télévision, avec deux de ses chansons pour Number 10 en 2006. Le 3 mai 2008, elle remporte le SAMA du meilleur artiste solo féminin. Karen Zoid participe aux fêtes de l'investiture des présidents Thabo Mbeki en 2004 et Jacob Zuma en 2009. Elle et son groupe jouent également au concert de bienfaisance Nelson Mandela 46664 VIH/SIDA en 2005 et aux célébrations du centenaire de l'ANC en 2012. Elle et son groupe donnent plusieurs concerts à Londres, principalement devant un public sud-africain.
En 2010, Karen Zoid joue dans un film de Franz Marx, Susanna van Biljon, et signe le générique.
À partir de 2016, Zoid est juré de la version locale de The Voice.
En 2004, Zoid épouse Don Reineke, alors membre de son groupe, avec qui elle a un fils en janvier 2007. Le couple se sépare en 2010.

## Discographie
Albums
- Poles Apart (2002)
- Chasing The Sun (2003)
- In Die Staatsteater DVD (2003)
- Media (2005)
- Postmodern World (2007)
- Alive in a Postmodern World DVD (2008)
- Ultimate Zoid (2009)
- Terms & Conditions (2010)
- Zoid Afrika (2012)
- Drown Out The Noise (2015)

## Source de la traduction
- (en) Cet article est partiellement ou en totalité issu de l’article de Wikipédia en anglais intitulé « Karen Zoid » (voir la liste des auteurs).